# Vantage Towers

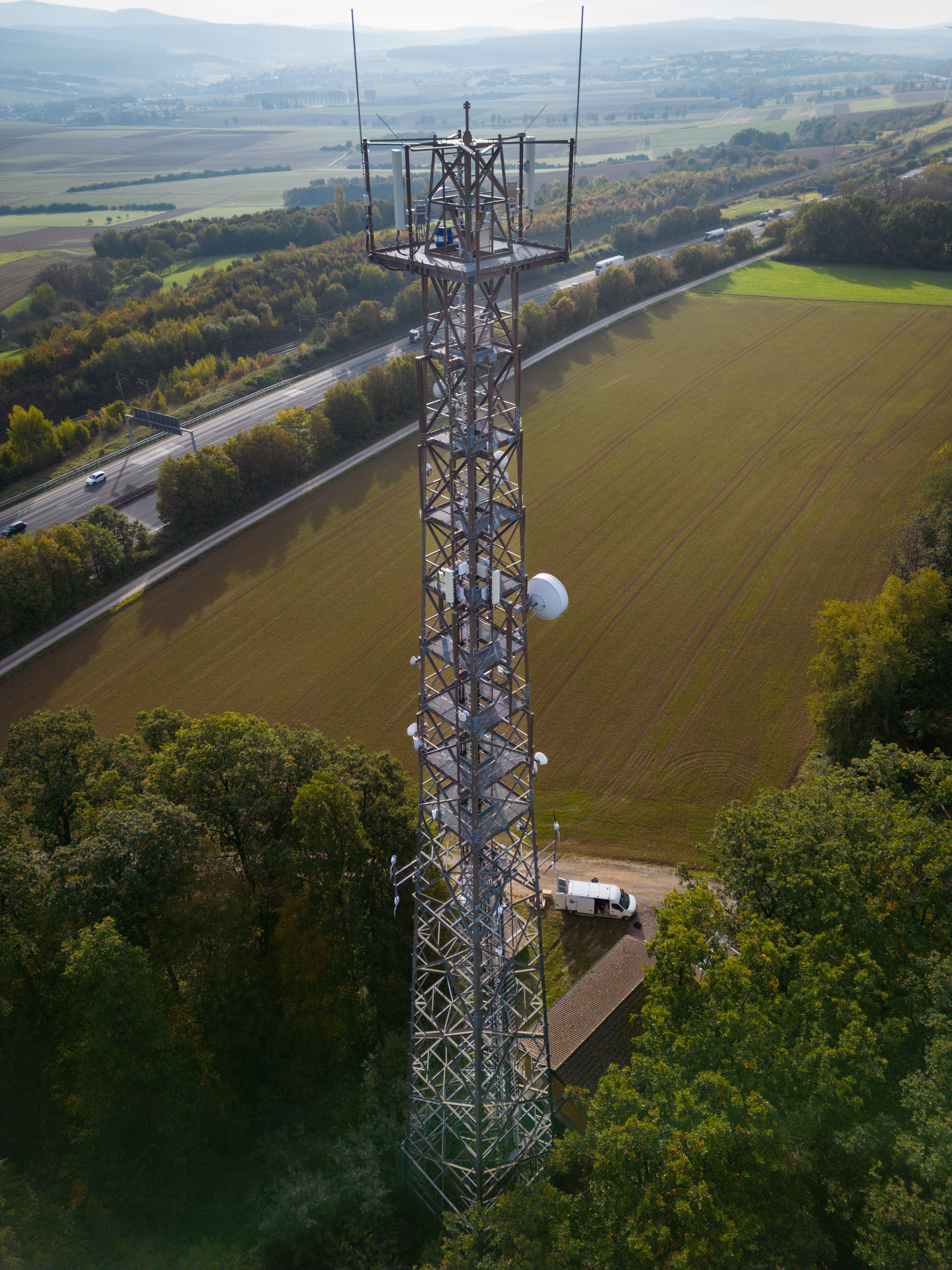
Funkturm von Vantage Towers an der A3 bei Bad Camberg (2023)

Die Vantage Towers AG ist eine europäische Infrastrukturgesellschaft mit Hauptsitz in Düsseldorf. Das Unternehmen errichtet, betreibt und vermietet Türme, Masten und andere Anlagen an Mobilfunknetzbetreiber. Nach Anzahl der Standorte und nach Umsatz zählt es zu den größten Anbietern in Europa.
Vantage Towers war eine Tochtergesellschaft der britischen Vodafone Group und von 2021 bis 2023 an der Börse notiert. Seit 2023 sind weitere institutionelle Investoren beteiligt.

## Geschichte

### Gründung des Unternehmens
Im Juli 2019 gab die britische Vodafone Group bekannt, die Mobilfunktürme und -masten des Konzerns in der neuen Geschäftseinheit zu bündeln. Hintergrund war ein allgemeiner Trend zur Trennung von passiver Infrastruktur der Mobilfunknetze und deren aktiver Netzkomponenten. In den Vereinigten Staaten war es schon länger üblich, dass Netzbetreiber Kapazitäten auf den Mobilfunkmasten neutraler und spezialisierter Anbieter mieten. Die neue Infrastrukturgesellschaft wurde in Deutschland angesiedelt. Sie nahm unter dem Namen Vantage Towers im Mai 2020 den operativen Geschäftsbetrieb auf.

### Erstnotierung an der Börse
Im weiteren Verlauf des Jahres 2020 kündigte die Vodafone Group an, ihre Tochtergesellschaft an die Börse zu bringen. Die Erstnotierung fand im März 2021 statt. Zunächst wurde rund ein Fünftel der Aktien an Vantage Towers verkauft. Der Börsengang war mit einem Volumen von 2,2 Mrd. Euro der größte in Deutschland im Jahr 2021. Die Vodafone Group konnte mit den Einnahmen ihren Schuldenstand reduzieren. Gleichzeitig erhielt Vantage Towers die notwendigen Mittel für die internationale Expansion, beispielsweise in Griechenland.

### Beteiligung weiterer Investoren
Anfang 2022 gab es erste Berichte über das Interesse institutioneller Investoren an Vantage Towers. Im Dezember empfahlen Vorstand und Aufsichtsrat, das Angebot von Oak Holdings anzunehmen. Bei Oak Holdings handelt es sich um ein Gemeinschaftsunternehmen der Vodafone Group unter Beteiligung von GIP (Global Infrastructure Partners) und KKR & Co. Nachdem sich Oak Holdings über 80 % der Anteile gesichert hatte, galt der Rückzug von der Börse als wahrscheinlich. Im März kündigte das Unternehmen den Rückzug von der Börse an und der Handel der Aktien wurde am 9. Mai 2023 eingestellt.

## Unternehmensstruktur
Vantage Towers firmiert als Aktiengesellschaft nach deutschem Recht. Zum Konzern gehören diverse in- und ausländische Tochtergesellschaften, Gemeinschaftsunternehmen und assoziierte Unternehmen. Vantage Towers stellt einen Konzernabschluss für die gesamte Unternehmensgruppe nach internationalen Rechnungslegungsstandards (IFRS) auf. Vantage Towers ist an Infrastrutture Wireless Italiane in Italien und Cornerstone in Großbritannien beteiligt, hat dort aber keinen operativen Einfluss.
Der Hauptsitz von Vantage Towers befindet sich in der Prinzenallee in Düsseldorf. Zusätzlich gibt es eine Hauptstadtrepräsentanz im Lindenpalais in Berlin. Vantage Towers unterhält in allen acht europäischen Märkten, in denen es tätig ist, eigene Büros mit eigenem Personal.

## Geschäftstätigkeit
Der Gegenstand des Unternehmens erstreckt sich auf den Bau, den Betrieb und die Vermietung passiver Netzinfrastruktur für Mobilfunk. Vantage Towers betreibt derzeit 84.600 Standorte in zehn europäischen Ländern (Stand: Januar 2024). Die größten Märkte sind Deutschland, Spanien und Griechenland. In Italien und Großbritannien ist Vantage Towers an weiteren Unternehmen beteiligt.
Das Stammgeschäft bilden freistehende Funktürme und -masten auf eigenen und angemieteten Grundstücken sowie Sendestationen auf gemieteten Dachflächen. Der Ausbau von Basisstationen ist entscheidend für die Verbesserung der Netzabdeckung. Die Türme und Masten des Unternehmens werden durch sogenannte Small Cells ergänzt, um spezifische Erfordernisse etwa in Tunneln oder größeren Gebäuden abzudecken.
Vantage Towers vermietet seine Infrastruktur an Telekommunikationsunternehmen, Energieversorger und IoT-Anbieter. Dabei teilen sich mitunter Konkurrenten einen Standort. In Deutschland zählen alle großen Mobilfunknetzbetreiber zu den Kunden. Das Unternehmen bezeichnet sich deshalb selbst als sogenannter Neutral Host.

## Nachhaltigkeit
Nach eigenen Angaben stammt die Energie für den Betrieb der Mobilfunkmasten vollständig aus erneuerbaren Energien. Darüber hinaus erprobt Vantage Towers die Erzeugung von Strom mit Mikrowindturbinen auf Funkmasten. Holzbauten verbessern zusätzlich die Umweltfreundlichkeit und Akzeptanz von Mobilfunkmasten in der Bevölkerung.
In Deutschland beteiligt sich Vantage Towers am Förderprogramm des Bundes zur Schließung unversorgter Gebiete („weiße Flecken“). In einem gemeinsamen Projekt mit der Deutsche Bahn erprobt das Unternehmen, wie der Mobilfunkstandard 5G zukünftig in schnell fahrenden Zügen genutzt werden kann.